# Sphenomorphus rufocaudatus
Sphenomorphus rufocaudatus är en ödleart som beskrevs av  Ilya Sergeevich Darevsky och NGUYEN VAN SANG 1983. Sphenomorphus rufocaudatus ingår i släktet Sphenomorphus och familjen skinkar. Inga underarter finns listade i Catalogue of Life.